# 仙石久尚
仙石 久尚（せんごく ひさなお、承応元年8月19日（1652年9月21日） - 享保20年7月23日（1735年9月9日））は、江戸時代中期の旗本。江戸幕府大目付。通称は次兵衛（じへえ）。官位は従五位下丹波守・伯耆守。隠居後には丹波入道と呼ばれた。

## 生涯
承応元年（1652年）8月19日、6000石の旗本仙石久邦の次男として誕生。母は石河貞政の娘。兄に仙石久信がいる。妻は井戸幸弘の娘。養子に久近（但馬出石藩士仙石政友の子）。出石藩仙石家の藩祖仙石秀久は父方の曾祖父にあたる。
寛文元年（1661年）閏8月13日、初めて4代将軍徳川家綱に謁見し、寛文7年（1667年）11月21日、小姓組に入り幕府に出仕。寛文9年（1669年）、切米300俵を支給された。延宝4年（1676年）6月18日に中奥番、11月26日に小姓と転じ、12月26日に従五位下丹波守に叙任した。延宝5年（1677年）閏12月27日、200俵を加増され都合500俵となるが、延宝8年（1680年）、将軍家綱の死去により小姓を辞職し、寄合に列した。
天和元年（1681年）12月23日、父の遺領6,000石のうち5,000石は長男である兄の久信が継いだが、近江浅井郡の1,000石は久尚に分知され、新しい旗本仙石分家を興した。またそれまで旗本の次男として幕府から支給されていた切米500俵も、この時に返還している。
元禄3年（1690年）12月3日、小姓組組頭となって復職。元禄4年（1691年に新番頭に転じ、元禄8年（1695年）6月10日に大目付に就任した。元禄12年（1699年）12月22日、上総武射郡と下総印旛郡において500石を加増された。元禄13年（1700年）4月には日光山東照宮にて行われる3代将軍徳川家光の五十回忌の法事の事務の為、日光へ赴いた。
元禄15年（1702年）12月15日に高家の吉良義央（吉良上野介）邸を旧赤穂藩士の集団が襲撃した事件、通称「赤穂事件」の際には、旧赤穂藩士側の盟主である大石良雄は、吉田兼亮らを大目付役宅すなわち久尚の下に派遣して、犯行を自首して出ている。これを受け、御徒目付を泉岳寺に派遣し大石に審問を行なっている。
赤穂義士を四大名家に分けてお預かりとしたが、久尚は義士を罪人として厳しい対応をとるよう指示している（詳細・経緯は次項）。翌年2月4日、荒木ら上使により切腹の処分が各お預かり先に伝えられた。
宝永2年（1705年）11月6日、遠江掛川藩主井伊直朝が病にかかると幕府からの使者として掛川城に赴いた。正徳元年（1711年）7月28日、評定所での働きぶりから縮三反を賜った。同年11月22日には先に朝鮮通信使の来日に備えて、東海道・京都・大阪・伏見・兵庫などの順路を巡見した功績で時服四領を賜った。
正徳4年（1714年）、目付稲生正武・中町奉行坪内定鑑と共に江島生島事件の捜査に当たり、また同年12月28日には長崎に派遣されている。
享保4年（1719年）1月11日に大目付を退任して小姓組番頭に転じ、享保9年（1724年）1月11日には旗本の最高職である留守居に就任。この際に上総市原郡に500石の加増があり、都合2,000石となった。
役職と加増には恵まれたが、久尚は後継者の男子に恵まれなかった。兄・久信の子の久豊を養子に迎えたが先立たれ、本家の家臣の仙石左京家から久近（家祖の仙石秀久の長男であったが、盲目で家督を継げなかった仙石久忠の玄孫。子孫一族は本家の重臣となっていた。久近の一族はのちに仙石騒動の当事者となる）を迎えたが、80過ぎても家督を譲ろうとしなかった。このため久尚は旗本仙石分家の断絶を恐れる家臣団と対立した。
享保16年（1731年）1月16日、80歳で老齢のために留守居役を辞し、慰労のため時服5領を与えられた。その後、下総印旛郡の領地は上総長柄郡と山辺郡に移された。
家中の強い要請により享保17年（1732年）8月26日に82歳で隠居し、敵対していた久近にようやく家督を譲る。失意の久尚は仏の教えにすがろうと出家したが、病に倒れ二年後の享保20年（1735年）7月23日に死去。享年84。駒込の養源寺に葬られる。法名宗毅。
久尚の没後40年余、久近の子の久行（久尚の義理の孫）が、宗家である但馬出石藩の養子となり、出石藩第4代藩主となった。

## 赤穂事件
元禄15年（1702年）12月15日早朝、吉良義央を討ちとり主君浅野長矩が葬られた高輪泉岳寺へ向かう赤穂浪士46名のうち（47人目の寺坂信行は討ち入り後に隊から外れたと見られる）、吉田兼亮・富森正因は一行と別れて大目付仙石久尚の屋敷へと向かい、自首手続きを行なった。
なぜ彼らが久尚に対して自首（犯行の届け）をしたのかについては諸説あるが、仙石家が浅野家の遠縁であったためである、とする説がある（久尚の兄、仙石久信の妻は安部信盛の娘であり、この信盛の曾孫安部信峯は浅野長矩の従兄弟）。
久尚はこの両名から事情を聞いた後、家老の井上万右衛門に聴取書を作らせ、吉田・富森をそのまま仙石邸へ置いて、自身はまず月番老中稲葉正通邸へ立ち寄った後、江戸城へ登城し幕閣に報告した。また、故・吉良義央の子吉良義周からも赤穂浪士が吉良義央邸に討ち入ってきた旨が稲葉邸に届け出られ、泉岳寺からも寺社奉行の阿部正喬を通して、また町奉行松前嘉広からもそれぞれ報告があったために大方の書類は出揃った。老中の評議の結果、ひとまず赤穂浪士は細川綱利・松平定直・毛利綱元・水野忠之の4藩に分割してお預け、とすることが決まった。午後6時頃、仙石は、部下の徒目付の石川弥一右衛門、市野新八郎、松永小八郎の3人を泉岳寺へ派遣し、赤穂浪士に対して一旦全員を仙石邸へ移送するよう指示した。仙石邸での取り調べの後、赤穂浪士にそれぞれの預かり先を言い渡した後、仙石邸から4藩に引き渡した。
幕府では、幕府評定所（大目付4人＝十里四方鉄炮改兼帯・仙石久尚、道中奉行兼帯・安藤重玄、宗門改加役人別改兼帯・近藤用章、服忌令分限帳改兼帯・折井正辰、寺社奉行3人＝永井直敬、阿部正喬、本多忠晴、何れも奏者番兼帯、町奉行3人＝南町・丹羽長年、北町・保田宗郷、中町・松前嘉広、勘定奉行4人＝佐渡奉行兼帯・荻原重秀、公事方道中奉行兼帯・久貝正方、戸川安広、中山時春で構成）が設置され、赤穂浪士の処分について議論された。
赤穂浪士は2月3日に切腹と決定され、4日に切腹が4藩で実施された。ただし、同時に評定所は吉良義周を呼び出し、討ち入りの際の義周の行動が「不埒・不届き」であったとして吉良家を改易にしている。

### 「評定所存寄書」の信憑性
評定所において、久尚はじめほとんどの参加者が浅野（赤穂藩浪人衆）寄りであったため、12月23日に老中へ提出された評定所の最終的意見書は「吉良義周は切腹、吉良家の家臣で戦わなかった者は侍ではないので全員斬罪、吉良の実子上杉綱憲は父の危機に何もしなかったため領地召し上げ。浅野遺臣たちは真の忠義の者たちであるので、このままお預かりにしておいて最終的には赦免するべき」という浅野方に贔屓な内容となったとする説がある。これをまとめたのが「評定所存寄書」で芝居や大河ドラマにも出てくる。
しかし、宮澤誠一は、この「評定所存寄書」は、後世の創作であるとしている。討入り後、幕閣のほうから畠山義寧を派遣して上杉氏の出兵を阻止した事実と齟齬するだけでなく、吉良邸の討入りを主君の仇討ちと認めず、浪士全員を切腹に処した幕府の裁定とのギャップが大きい。評定所の内部に意見の対立があったにせよ、最終的にこうした結論に達したとは考えにくく浪士の処刑に同情した後人の作である可能性が強い。
東京大学名誉教授の尾藤正英、山本博文らも同じく「偽書」であるとしている。
また久尚は、赤穂義士の扱いにつき水野忠之と松平定直からの問い合わせに対し、厳しい対応をとるよう返答した記録が両家に残っており、義士に同情的な「評定所存寄書」とは正反対である。

## 江島生島事件
正徳4年1月12日（1714年2月26日）、月光院に仕える御年寄・江島は、主人の名代として上野・寛永寺、芝・増上寺へ前将軍・家宣の墓参りに赴いた。その帰途に木挽町（現在の東京都中央区東銀座。歌舞伎座周辺）の芝居小屋・山村座にて生島新五郎の芝居を見物する。江島は生島らを茶屋に招いて宴会を開いたが、大奥の門限に遅れてしまった。大奥七ツ口の前で押し問答をしている内にこの事が江戸城中に知れ渡り、評定所が審理することになった。
大目付である久尚は、江戸中町奉行・坪内定鑑や目付・稲生正武らとともに関係者を徹底的に調べ、それにより大奥の規律の緩みが次々と明らかにされた。江島は生島との密会を理由に、評定所から下された裁決は死一等を減じての遠島（島流し）。連座して、旗本であった江島の異母兄の白井勝昌は斬首、弟の豊島常慶は重追放となった。江島についてはさらに罪一等を減じて高遠藩・内藤清枚にお預けとなった。
江島の遊興相手とみなされた生島は三宅島への遠島、山村座座元の五代目山村長太夫も伊豆大島への遠島となって、山村座は廃座。風紀粛正のために、多数の連座者が出され処分を受けた。

## 評価
- 嫌っていた久近の子の久行が大名に出世した事などから「久尚は人物を見る目がない愚鈍な人物」「高齢になっても家督に固執し家中不和を招く」[13]など芳しくない。ただし、久尚には直系の子孫がなく、記録は久近の血筋である側からの記録であるため、一方的な批判である可能性を否定できない。

## 演じた俳優
- 清水将夫 - 『赤穂浪士』
- 市村竹之丞 - 『大忠臣蔵 (1971年のテレビドラマ)』
- 阿部六郎 - 『八代将軍吉宗』
- 滝田栄 - 『元禄繚乱』
- 柳葉敏郎 - 『大奥』